# I liga polska w rugby (1990)
I liga polska w rugby (1990) – trzydziesty czwarty sezon najwyższej klasy ligowych rozgrywek klubowych rugby union w Polsce. Tytuł mistrza Polski zdobyło Ogniwo Sopot, drugie miejsce zajęła drużyna Budowlani Lublin, a trzecie Budowlani Łódź.

## Uczestnicy rozgrywek
W rozgrywkach I ligi w tym sezonie uczestniczyło osiem drużyn. Było wśród nich siedem zespołów występujących na tym poziomie w poprzednim sezonie: Ogniwo Sopot, Budowlani Łódź, Orkan Sochaczew, Lechia Gdańsk, Czarni Bytom, AZS AWF Warszawa i Budowlani Lublin, oraz jedna drużyna, która w poprzednim sezonie wygrała II ligę – Skra Warszawa. Skra co prawda nie wywalczyła awansu na boisku (przegrała baraż z Budowlanymi Lublin), jednak do rozgrywek nie przystąpił ubiegłoroczny wicemistrz Śląsk Ruda Śląska, gdzie rozwiązano sekcję rugby, i Skra zajęła jego miejsce.

## Przebieg rozgrywek
Rozgrywki toczyły się systemem wiosna – jesień, każdy z każdym, mecz i rewanż. Ostatnia drużyna spadała automatycznie do II ligi, a przedostatnia miała grać baraż o utrzymanie w I idze z drugim zespołem II ligi.
Wyniki spotkań:
|                  | Ogniwo Sopot | Budowlani Łódź | Orkan Sochaczew | Lechia Gdańsk | Czarni Bytom | AZS AWF Warszawa | Budowlani Lublin | Skra Warszawa |
| Ogniwo Sopot     | –            | 68:10          | 134:3           | 23:3          | 9:0 (wo)     | 64:10            | 38:6             | 46:9          |
| Budowlani Łódź   | 12:22        | –              | 36:7            | 22:7          | 56:3         | 3:3              | 12:6             | 30:20         |
| Orkan Sochaczew  | 0:42         | 4:13           | –               | 11:6          | 28:9         | 11:19            | 13:36            | 10:24         |
| Lechia Gdańsk    | 0:27         | 14:14          | 23:6            | –             | 48:7         | 18:3             | 3:16             | 19:16         |
| Czarni Bytom     | 0:9 (wo)     | 0:36           | 12:3            | 3:39          | –            | 3:23             | 0:82             | 3:26          |
| AZS AWF Warszawa | 4:26         | 18:10          | 46:0            | 25:12         | 9:0 (wo)     | –                | 6:9              | 37:3          |
| Budowlani Lublin | 3:16         | 31:13          | 79:6            | 18:0          | 24:6         | 16:4             | –                | 9:23          |
| Skra Warszawa    | 9:0 (wo)     | 4:9            | 9:0 (wo)        | 18:21         | 50:10        | 34:11            | 6:18             | –             |

Tabela końcowa (na czerwono wiersz z drużyną, która spadała do II ligi, a na żółto z drużyną, która grała w barażu o utrzymanie się w I lidze):
| Pozycja | Drużyna          | Punkty razem | Bilans punktów |
| ------- | ---------------- | ------------ | -------------- |
| 1       | Ogniwo Sopot     | 39           | 524:69         |
| 2       | Budowlani Lublin | 34           | 353:146        |
| 3       | Budowlani Łódź   | 32           | 276:207        |
| 4       | AZS AWF Warszawa | 29           | 218:208        |
| 5       | Skra Warszawa    | 28           | 250:223        |
| 6       | Lechia Gdańsk    | 27           | 213:209        |
| 7       | Orkan Sochaczew  | 14           | 102:488        |
| 8       | Czarni Bytom     | 13           | 56:442         |

## II liga
Równolegle z rozgrywkami I ligi odbywała się rywalizacja w II lidze. Przed sezonem wycofała się drużyna Bobrek Karb Bytom. Z kolei w trakcie sezonu wycofali się Budowlani Olsztyn, w związku z czym rozgrywki ukończyły cztery zespoły. Rozgrywki toczyły się w systemie wiosna – jesień, każdy z każdym mecz i rewanż. Do I ligi miał awansować zwycięzca rozgrywek, a druga drużyna miała rozegrać baraż o awans do I ligi z przedostatnią drużyną z I ligi.
Końcowa tabela II ligi (na zielono wiersz z drużyną, która zdobyła awans do I ligi, a na żółto z drużyną, która uzyskała prawo do gry w barażu):
| Pozycja | Drużyna              |
| ------- | -------------------- |
| 1       | VIS Siedlce          |
| 2       | Posnania Poznań      |
| 3       | AZS Katowice         |
| 4       | Legionovia Legionowo |

## Baraż o I ligę
W barażu rozegranym pomiędzy przedostatnim zespołem I ligi i drugim zespołem II ligi, prawo gry w kolejnym sezonie w I lidze obronił Orkan Sochaczew, który pokonał Posnanię Poznań – w meczu padł remis 13:13, po dogrywce było 16:16, w kopach na bramkę wygrał Orkan 4:1.

## Inne rozgrywki
W sezonie tym nie rozegrano Pucharu Polski. W mistrzostwach Polski juniorów zwycięstwo odnieśli Budowlani Łódź, a wśród kadetów Ogniwo Sopot. 

## Nagrody
Najlepszym trenerem został wybrany przez Polski Związek Rugby Maciej Powała-Niedźwiecki.